# Zaczarowana dorożka

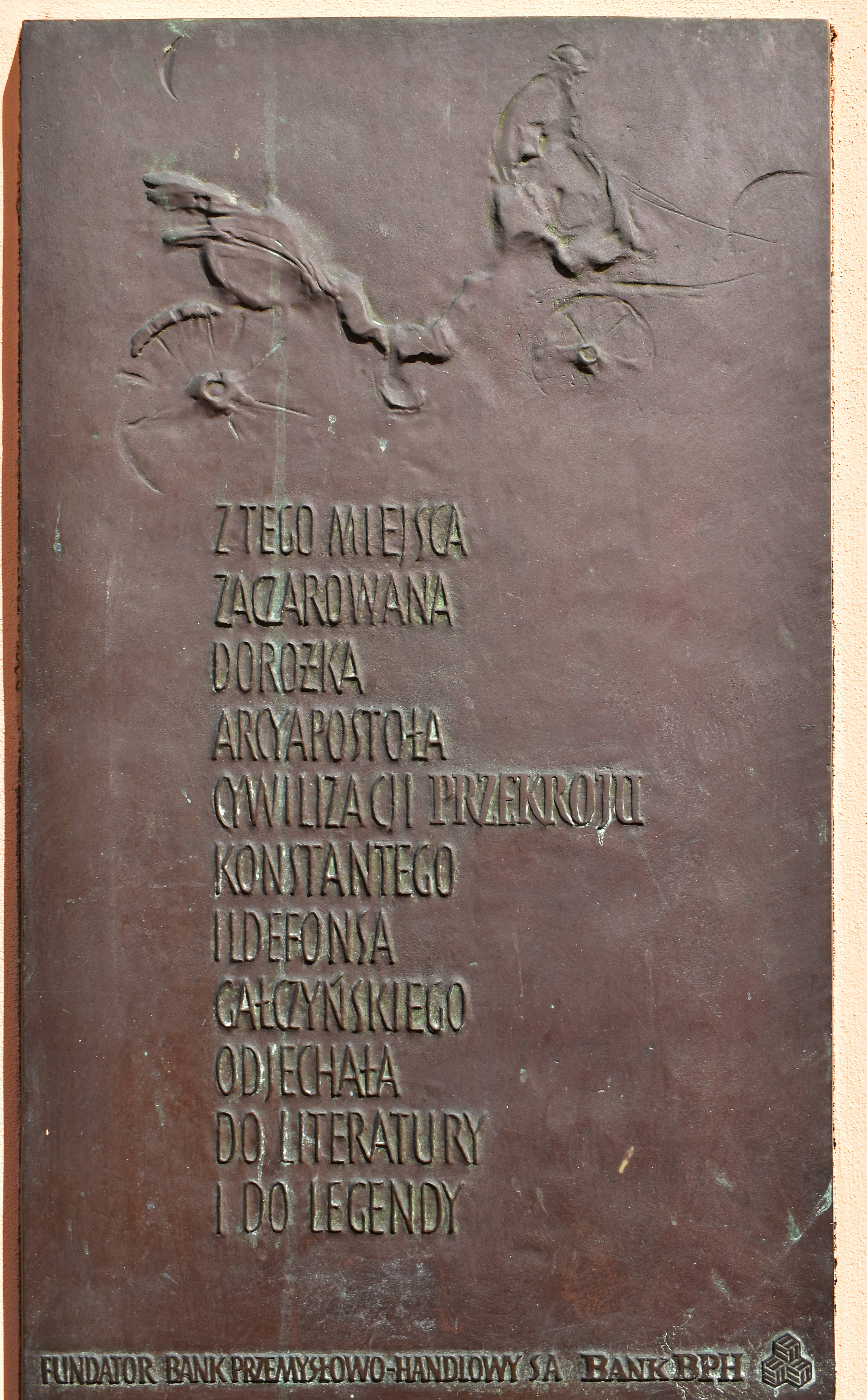
Tablica pamiątkowa K.I. Gałczyńskiego i Zaczarowanej Dorożki na kamienicy obok której znajdował się postój dorożek, Kraków pl. Mariacki 1.

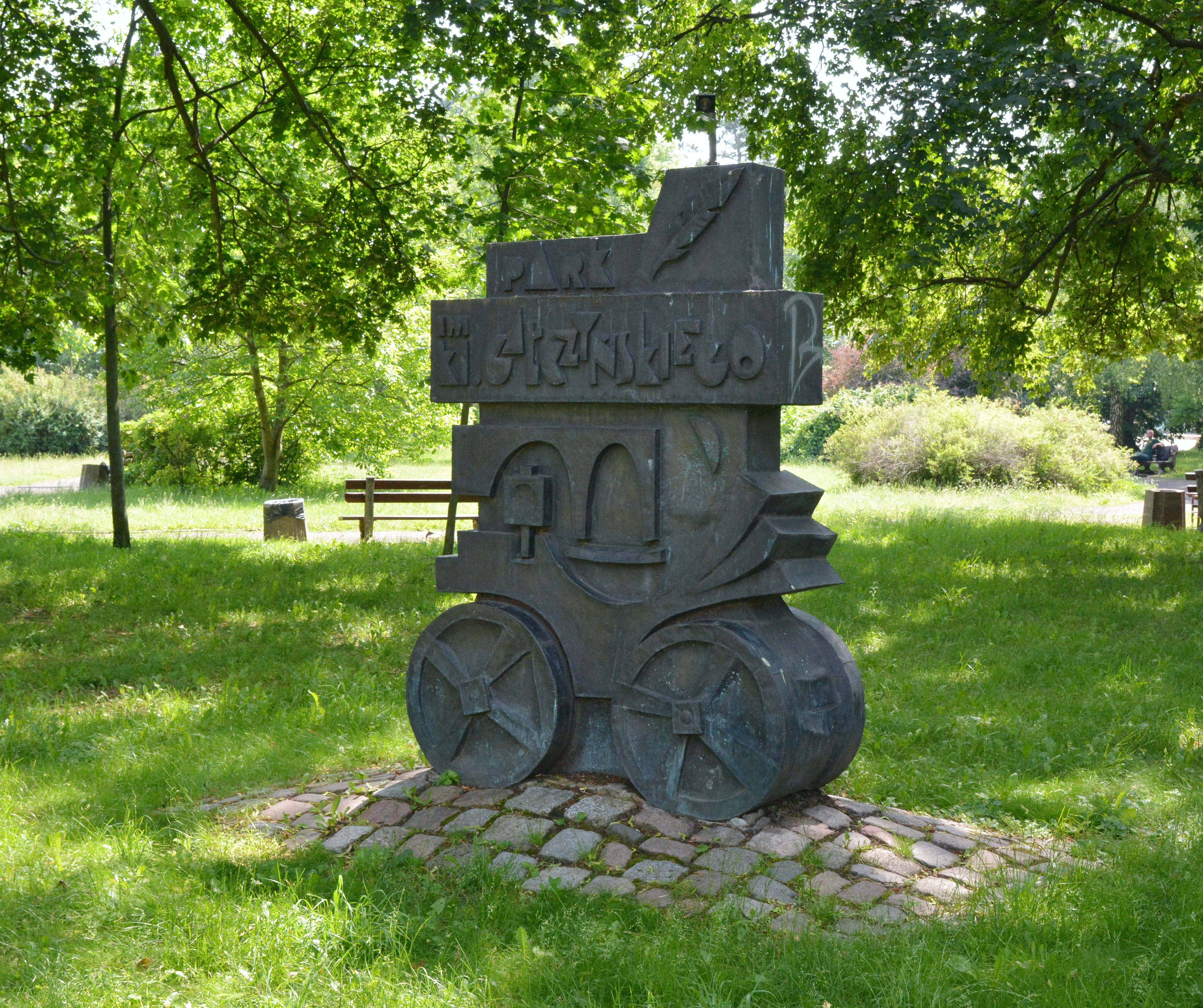
„Zaczarowana Dorożka” – rzeźba Stanisława Biżka, ustawiona w roku 1997 na placu Gałczyńskiego w Szczecinie

Zaczarowana dorożka – tom poetycki Konstantego Ildefonsa Gałczyńskiego wydany w 1948 w Warszawie przez Spółdzielnię Wydawniczą „Czytelnik”; tom zawiera wiersze i poematy publikowane od 1946 w tygodnikach „Odrodzenie”, „Przekrój”, „Szpilki” i „Tygodnik Powszechny”, m.in. tytułowy poemat Zaczarowana dorożka.

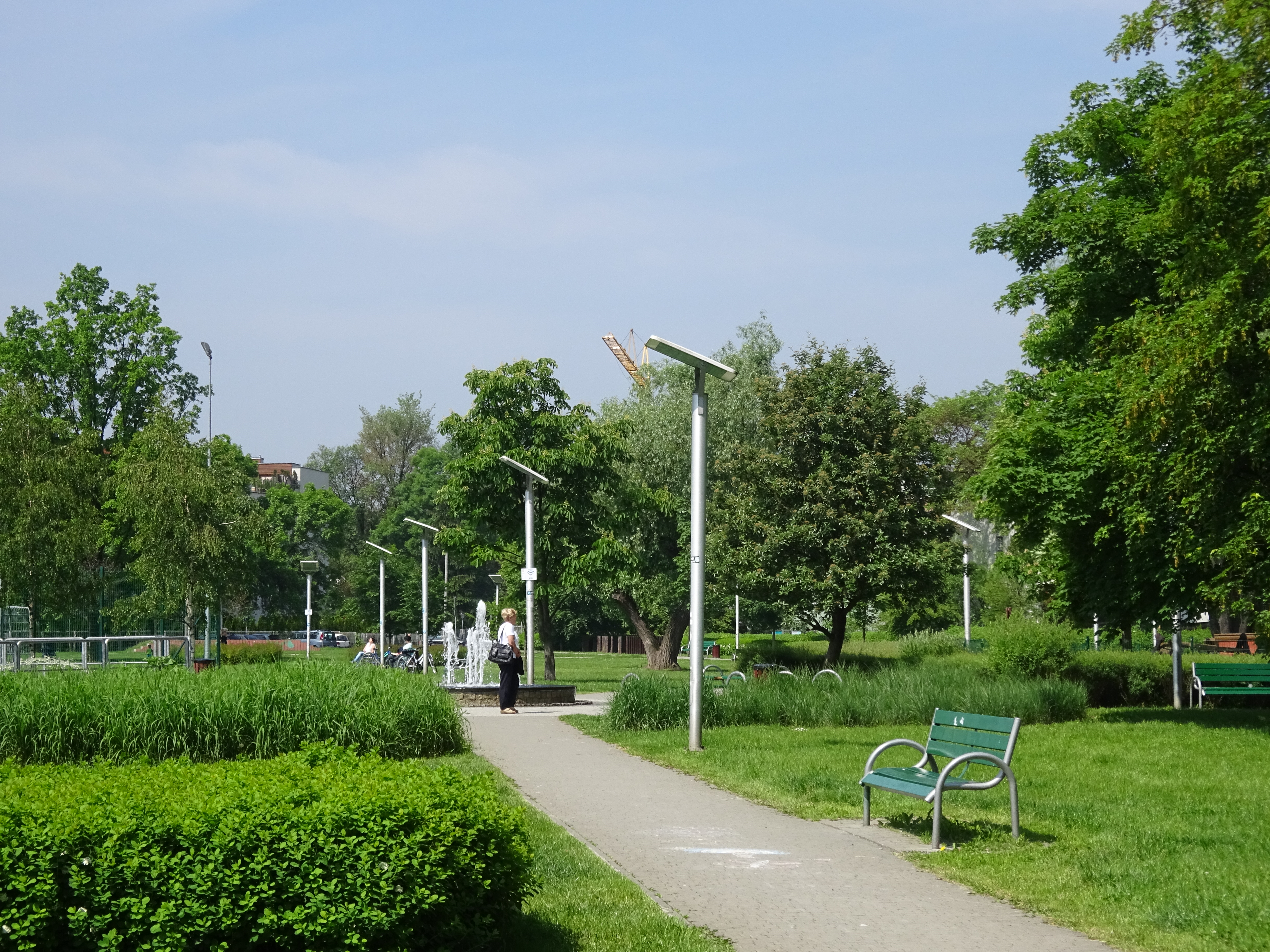
Park Zaczarowanej Dorożki w Krakowie (2016)

Poemat Zaczarowana dorożka, dedykowany Natalii Gałczyńskiej, żonie poety, utrzymany jest w tonie nastrojowego liryzmu i żartobliwej groteski. Odtwarza podróż zaczarowaną dorożką przez nocny Kraków, z ulicy Wenecja pod Sukiennice. Pierwowzorem zaczarowanej dorożki był fiakier nr 13 (inne źródła podają nr 6), kierowany przez Jana Kaczarę.
Gałczyński, przebywając w Krakowie w latach 1946–1948, lubił korzystać z tego środka lokomocji, najczęściej właśnie z dorożki Kaczary znanej z tego, że jej woźnica często mówił wierszem. Zaczarowany dorożkarz, któremu wiersz Gałczyńskiego przyniósł dużą popularność, zmarł w 1980. Tą samą dorożką do 1985 ze złotym napisem „Zaczarowana Dorożka” jeździł syn Jana Kaczary. Po wypadku komunikacyjnym (zderzenie z wartburgiem) nie powróciła już na ulice Krakowa.